# Troféu Calunga

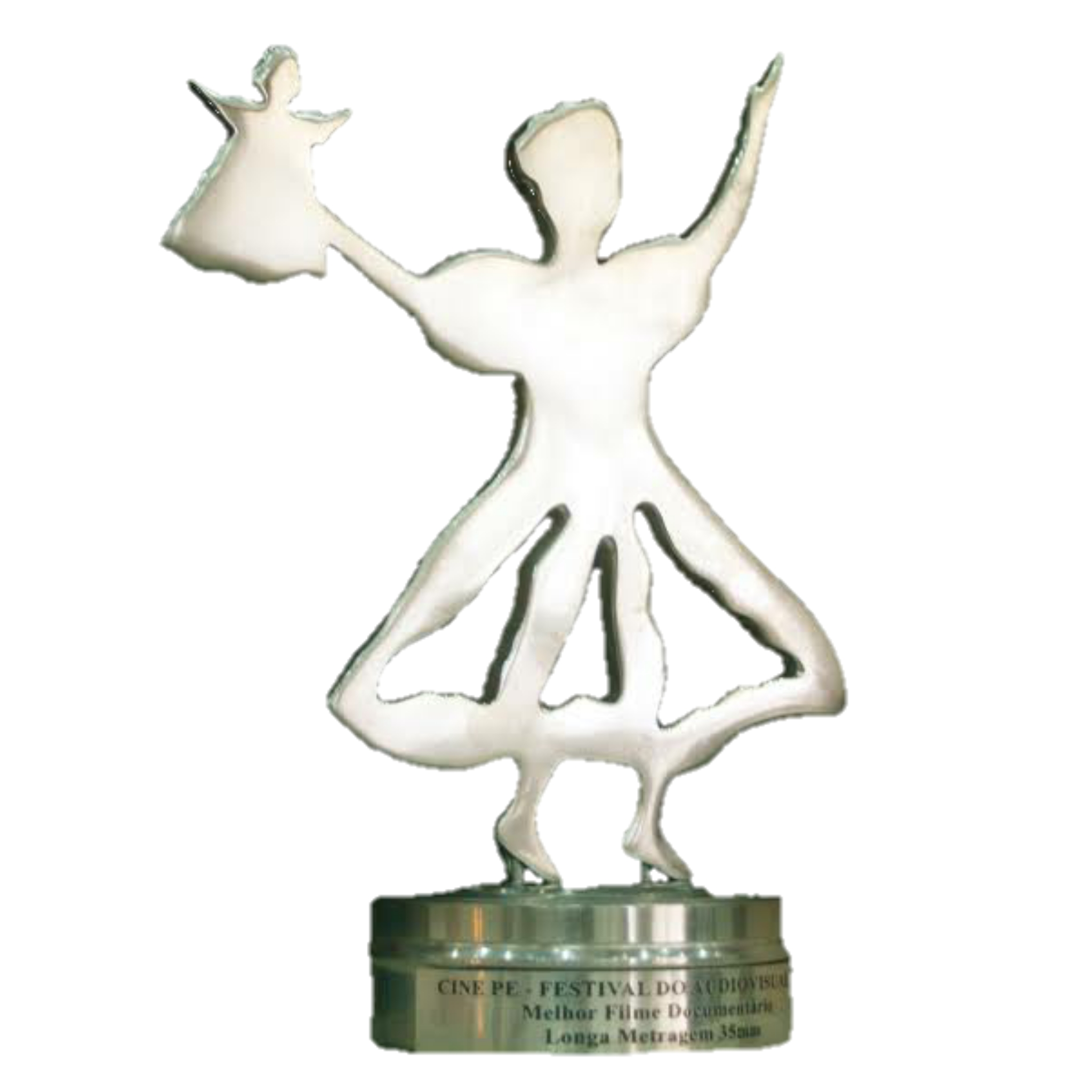
Troféu Calunga

O Troféu Calunga é o símbolo e prêmio máximo concedido no Cine PE, festival de cinema que ocorre anualmente na cidade do Recife. É considerado um dos mais relevantes prêmios de festivais de cinema ocorrendo no nordeste brasileiro.

## História
O Troféu Calunga é uma criação da artista plástica Juliana Notari. Sendo um símbolo que representa a boneca carregada pela sacerdotisa de cultos afro-brasileiros durante a apresentação do Maracatu, essa representação faz parte desse ritual e de cerimônias religiosas, onde recebe o nome de uma princesa e representa uma divindade expressando um objeto de força e proteção. Em representações de grupos tradicionais, a Calunga é feita de madeira, mas também pode se confeccionada em tecido ou plástico.
Os premiados nas categorias competitivas do festival recebem um Troféu Calunga prateado, enquanto os homenageados do festival recebem um Troféu Calunga dourado.